# Novy Okkervil (immeuble)
Novy Okkervil est le nom d'un complexe résidentiel situé dans la ville russe de Koudrovo dans l'oblast de Léningrad, près de Saint-Pétersbourg.

## Caractéristiques
L'immeuble s'étend sur environ 7 hectares et compte jusqu'à 25 étages.
Il se compose de 3 700 logements et peut abriter jusqu'à 20 000 personnes. Il dispose de 35 entrées et plusieurs dizaines d'ascenseurs.
Il abrite également des commerces et des services : magasins alimentaires, poste, coiffeurs, bars, pharmacies, etc.